# Vörössapkás sertefarkú
A vörössapkás sertefarkú (Stipiturus ruficeps) a madarak osztályának verébalakúak (Passeriformes) rendjébe és a tündérmadárfélék (Maluridae) családjába tartozó faj.

## Rendszerezése
A fajt Archibald James Campbell ausztrál ornitológus írta le 1899-ben.

## Előfordulása
Ausztrália területén honos. Természetes élőhelyei a gyepek, szavannák és bozótosok. Állandó, nem vonuló faj.

## Megjelenése
Testhossza 15 centiméter, testtömege 5-6 gramm.

## Természetvédelmi helyzete
Az elterjedési területe nagyon nagy, egyedszáma ugyan csökken, de még nem éri el a kritikus szintet. A Természetvédelmi Világszövetség Vörös listáján nem fenyegetett fajként szerepel.